# Пролив Кука
Проли́в Ку́ка (устар. Куков пролив; маори Te Moana-o-Raukawa, англ. Cook Strait) — пролив, разделяющий Северный и Южный острова Новой Зеландии. Соединяет Тихий океан на востоке и Тасманово море на западе.
Пролив назван в честь английского мореплавателя Джеймса Кука, который открыл его в 1769 году. Длина 107 километров, ширина в самом узком месте составляет 22 километра, глубина по судовому ходу от 97 до 1092 м. В юго-западной части острова Северный на берегу бухты вулканического происхождения Порт-Николсон, являющейся частью пролива Кука, расположена самая южная в мире столица — город Веллингтон.

## История
Пролив был обнаружен голландским мореплавателем Абелем Тасманом во время открытия Новой Зеландии в 1642 году. Однако Тасман ошибочно принял пролив за бухту. В 1769 году Джеймс Кук во время своего первого кругосветного плавания прошел сквозь пролив доказав, что Новая Зеландия не единый остров, а состоит из двух отдельных островов и образует судоходный путь.
Пролив Кука привлёк европейских поселенцев в начале XIX века. Пролив использовался китами во время сезонных миграций, поэтому вблизи пролива были созданы многочисленные китобойные заводы и базы. С конца 1820-х годов до середины 1960-х годов остров Арапаоа был базой для китобойного промысла в Саундсе. Мыс Перано на восточном побережье острова был главной китобойной станцией в этом районе. Дома, построенные семьёй Перано, теперь используются в качестве туристического жилья.
С 1840 года возникло больше постоянных поселений, сначала в Веллингтоне, затем в Нельсоне и Вангануи. Все эти ранние города сгруппировались вокруг пролива Кука как центральной особенности и центрального водного пути новой колонии.
В разные времена для защиты пролива Кука строились различные прибрежные укрепления. Во время Второй мировой войны две 9,2-дюймовые орудийные установки с дальностью стрельбы 29 км были установлены на Райтс-Хилл позади Веллингтона. Кроме того было установлено тринадцать 6-дюймовых орудийных установок вокруг Веллингтона и у входов в проливы Мальборо. Остатки большинства этих укреплений все ещё можно увидеть.
Маяк на мысе Пенкарроу был первым постоянным маяком, построенным в Новой Зеландии. Его первая хранительница, Мэри Джейн Беннетт, была единственной женщиной-хранительницей маяка в истории Новой Зеландии. Маяк работал до 1935 года, после чего он был заменен маяком на мысе Баринг.
Ряд судов в проливе потерпели крушение с человеческими жертвами, такие как «Maria» в 1851 году (26 погибших), «Dunedin City» в 1865 году (39 погибших), «St.Vincent» в 1869 году (20 погибших), «Lastingham» в 1884 году (18 погибших), «SS Penguin» в 1909 году (75 погибших) и «TEV Wahine» в 1968 году (53 погибших)
В 1888—1912 годах серый дельфин по имени «Пелорус Джек» прославился тем, что встречал и сопровождал корабли вокруг пролива Кука. «Пелоруса Джека» обычно замечали в заливе Адмиралтейства между мысом Фрэнсис и мысом Коллинет, недалеко от канала, по которому ходят суда между Веллингтоном и Нельсоном. В 1904 году он был защищен законом Новой Зеландии.

## География
Пролив расположен в направлении с северо-запада на юго-восток, с Южным островом на западной стороне и Северным островом на востоке. В самом узком месте 22 километра мыс Теравити на Северном острове отделён от мыса Перано-Хед на острове Арапаоа в проливе Мальборо. Хотя мыс Перано находится на Южном острове, географически он расположен севернее мыса Теравити. В хорошую погоду пролив хорошо просматривается по всей ширине.
Западное побережье (Южный остров) простирается на 30 километров вдоль залива Клоудли и проходит мимо островов и входов в пролив Мальборо. Восточное побережье (Северный остров) простирается на 40 километров вдоль залива Паллизер, пересекает вход в гавань Веллингтона, проходит через некоторые пригороды Веллингтона и продолжается ещё 15 километров до пляжа Макара.
У северо-западного выхода из пролива находится остров Капити, на котором расположен заповедник.

## Геология
Берега пролива Кука с обеих сторон в основном состоят из крутых скал. Пляжи Клоудли и Палиссер плавно спускаются к отметке 140 метров, где имеются более или менее обширные подводные плато. Остальная часть нижней топографии комплексная. На востоке находится каньон пролива Кука с крутыми стенами, спускающимися на восток в батиаль впадины Хикуранги. На северо-западе находится бассейн Нарроу, где глубина составляет 300—400 метров. «Рыбацкая» скала в северной части бассейна Нарроу поднимается в нескольких метрах от линии отлива и отмечена волнами, разбивающимися в ненастную погоду. Относительно неглубокая подводная долина лежит у северного входа пролива Мальборо. Топография дна особенно нерегулярна вокруг побережья Южного острова, где присутствие островов, подводных скал и входов в проливы создают сильные водовороты. Средняя глубина пролива 128 метров.
Южный и Северный острова составляли один остров во время последнего ледникового периода.

## Океанография
В водах пролива Кука преобладают сильные приливные течения. Приливы в проливе Кука необычны тем, что приливные возвышения на концах пролива почти никогда точно не совпадают друг с другом, поэтому высокая вода с одной стороны встречается с низкой водой с другой. В результате возникают сильные течения с почти нулевым изменением высоты прилива в центре пролива. Хотя приливная волна должна течь в одном направлении в течение шести часов, а затем в обратном направлении в течение шести часов, конкретная волна может длиться восемь или десять часов с ослаблением обратного всплеска. В штормовых погодных условиях обратный всплеск может быть сведен на нет, и поток может оставаться в одном и том же направлении в течение трех и более периодов. Эта аномалия отмечена на навигационных морских картах для региона. Кроме того, подводные хребты, спускающиеся с берега, усложняют океанский поток и турбулентность
Существуют многочисленные компьютерные модели приливного течения через пролив Кука. В то время как приливные компоненты легко реализуемы, остаточные потоки моделировать труднее.

## Морская фауна
Пролив Кука является важной средой обитания для многих видов китообразных. Несколько видов дельфинов — афалины, дельфины-белобочки, тёмный дельфин часто встречаются в районе вместе с косатками и дельфинами Гектора (эндемик Новой Зеландии). Обыкновенная гринда массово прогуливается в заливе Голден. Знаменитый «Пелорус Джек» был серым дельфином, хотя этот вид не является обычным посетителем вод Новой Зеландии. Большое количество мигрирующих китов привлекало многих китобойцев к этому району зимой. В настоящее время Департамент защиты среды Новой Зеландии ведёт ежегодное обследование и подсчёт горбатых китов, а бывшие базы китобойных промыслов помогают обнаруживать китов, используя несколько точек наблюдения вдоль пролива, таких как на острове Стивенса. Среди других случайных посетителей пролива Кука встречаются синие киты, сейвалы и кашалоты. Остатки гигантских кальмаров были выброшены на берег вокруг пролива Кука или обнаружены в желудках кашалотов. Колония новозеландского морского котика уже давно обнаружена около Красных скал на южном побережье Веллингтона. В проливе Кука хорошие условия для рыбалки. С января по май можно поймать длиннопёрого тунца. Встречаются также рыба-меч, гипероглифы, акула Мако и случайные марлин и белая акула.

## Транспорт
Регулярные паромные рейсы несколько раз в день совершаются между Пиктоном в проливе Мальборо и Веллингтоном. Примерно половина переправы находится в проливе Кука, а остальная часть в проливе Мальборо. Дистанция составляет 70 километров и занимает около трёх часов. В проливе Кука часто присутствуют большие волны от сильных ветров, особенно с юга. Из-за расположения Новой Зеландии непосредственно в «ревущих сороковых» через пролив периодически дуют сильные западные ветры. В результате паромные переправы часто приостанавливают свои рейсы и воды пролива Кука считаются одними из самых опасных и непредсказуемых вод в мире.
В 1968 году паром «TEV Wahine», совершавший регулярные рейсы между Веллингтоном и Литтелтоном, перевернулся и пошёл ко дну у входа в Веллингтонскую гавань. Из 610 пассажиров и 123 членов экипажа 53 погибли. В 2006 году 14-метровые волны привели к тому, что паром «Interislander» резко развернуло и накренило на 50 градусов. Три пассажира и один член экипажа получили ранения, пять железнодорожных вагонов были перевёрнуты, а многие грузовики и легковые автомобили были сильно повреждены. Свидетель, новозеландский морской эксперт Гордон Вуд заявил, что если бы паром перевернулся, большинство пассажиров и экипажа оказались бы в ловушке внутри и не имели бы возможности или времени, чтобы надеть спасательные жилеты.

## Приливная электроэнергия
В апреле 2008 года компания «Нептун Пауэр» получила грант на 10 миллионов долларов для экспериментальной подводной установки приливной турбины, способной производить один мегаватт энергии. Турбина была спроектирована в Великобритании и должна была быть построена в Новой Зеландии и помещена на глубине 80 метров в 4,5 километрах к югу от мыса Синклера, в месте, известном как «Риф Карори». Компания заявила, что в проливе Кука достаточно приливного движения для выработки 12 ГВт электроэнергии, что в полтора раза превышает текущие требования Новой Зеландии На практике только часть этой энергии может быть использована. По состоянию на октябрь 2016 года эта турбина не была построена, и на веб-сайте «Нептун Пауэр» нет каких-либо дополнительных объявлений.
На другой стороне пролива компания «Energy Pacifica» подала заявку на получение дотации для установки до 10 морских турбин, каждая из которых может вырабатывать до 1,2 МВт, около входа пролива Кука в канал Тори. Компания утверждает, что канал Тори является оптимальным местом с скоростью приливного потока 3,6 м/с и наилучшим сочетанием батиметрии и доступности для электросети.
Мощность, генерируемая приливными морскими турбинами, прямо пропорциональна кубической степени приливной скорости. Поскольку весной приливная скорость удваивается, во время весенних приливов вырабатывается в восемь раз больше приливной мощности, чем в перерывах.

## Пересечение пролива вплавь
Согласно устной мифологии маори, первым человеком, переплывшим пролив Кука была женщина Хайн Пупу. Она плыла с острова Капити на остров Д’Урвиль с помощью дельфина. Другие рассказы маори повествуют как минимум об одном пловце, который покорил пролив в 1831 году.
В наше время пролив первым переплыл Барри Девенпорт в 1962 году. Линн Кокс была первой женщиной, которая переплыла его в 1975 году. Самым «плодовитым» пловцом пролива является Филип Раш, который пересек пролив 8 раз, включая два двойных пересечения. Адитья Раут стал самым молодым пловцом в 11 лет. Кейтлин О’Рейли была самой молодой женщиной-пловцом и самой молодой новозеландкой в 12 лет. Пэм Диксон был самым старшим пловцом в 55 лет. Джон Коутс был первым человеком, который переплыл пролив в обоих направлениях.
К 2010 году 65 человек совершили 74 одиночных пересечения, а два человека сделали три двойных пересечения (Филип Раш и Меда МакКензи). В марте 2016 года Мэрилин Корзеква стала первой канадской и самой пожилой женщиной в возрасте 58 лет переплывшей пролив. Время пересечения в значительной степени определяется сильными и иногда непредсказуемыми течениями, которые действуют в проливе.

## Галерея
- Международная космическая станция над проливом Кука
- Южное побережье Веллингтона
- Вид на юг с острова Капити
- Вход в канал Тори
- Пролив Кука в лучах Солнца. Вид из космоса
- Мыс Восточный на острове Арапаоа